# Дискография Бетти Картер
Дискография американской певицы Бетти Картер включает в себя двенадцать студийных альбомов, одиннадцать концертных альбомов, шесть сборников, один видеоальбом и шесть синглов.

## Альбомы

### Студийные альбомы
| Название                                                      | Детали                                         | Позиции в чартах  | Позиции в чартах | Позиции в чартах  | Позиции в чартах  |
| Название                                                      | Детали                                         | США BB Trad. Jazz | США CB Jazz      | США CB Trad. Jazz | США CB Indie Jazz |
| ------------------------------------------------------------- | ---------------------------------------------- | ----------------- | ---------------- | ----------------- | ----------------- |
| Meet Betty Carter and Ray Bryant (совместно с Рэем Брайантом) | - Релиз: 1956 - Лейбл: Epic/Columbia           | —                 | —                | —                 | —                 |
| Out There with Betty Carter                                   | - Релиз: декабрь 1958 - Лейбл: Peacock Records | —                 | —                | —                 | —                 |
| The Modern Sound of Betty Carter                              | - Релиз: 1960 - Лейбл: ABC Records             | —                 | —                | —                 | —                 |
| Ray Charles and Betty Carter (совместно с Рэем Чарльзом)      | - Релиз: 1961 - Лейбл: ABC Records             | —                 | 28               | 13                | 3                 |
| ’Round Midnight                                               | - Релиз: 1963 - Лейбл: Atco Records            | —                 | —                | —                 | —                 |
| Inside Betty Carter                                           | - Релиз: 1964 - Лейбл: United Artists Records  | —                 | —                | —                 | —                 |
| Now It’s My Turn                                              | - Релиз: 1976 - Лейбл: Roulette Records        | —                 | —                | —                 | —                 |
| The Betty Carter Album                                        | - Релиз: 1976 - Лейбл: Bet-Car Records         | —                 | —                | —                 | —                 |
| Social Call                                                   | - Релиз: 1980 - Лейбл: Columbia Records        | 36                | —                | —                 | —                 |
| Look What I Got!                                              | - Релиз: 1980 - Лейбл: Verve Records           | 1                 | 13               | 6                 | —                 |
| It’s Not About the Melody                                     | - Релиз: 1992 - Лейбл: Verve Records           | 4                 | 7                | —                 | —                 |
| I’m Yours, You’re Mine                                        | - Релиз: 1996 - Лейбл: Verve Records           | 25                | —                | —                 | —                 |
| Символ «—» означает, что альбом не попал в чарт.              |                                                |                   |                  |                   |                   |

### Концертные альбомы
| Название                                                              | Детали                                             | Позиции в чартах | Позиции в чартах  | Позиции в чартах | Позиции в чартах  |
| Название                                                              | Детали                                             | США BB Jazz      | США BB Trad. Jazz | США CB Jazz      | США CB Indie Jazz |
| --------------------------------------------------------------------- | -------------------------------------------------- | ---------------- | ----------------- | ---------------- | ----------------- |
| Betty Carter (переиздавался как Betty Carter at the Village Vanguard) | - Релиз: 1970 - Лейбл: Bet-Car Records             | —                | —                 | —                | —                 |
| Finally                                                               | - Релиз: 1975 - Лейбл: Roulette Records            | —                | —                 | —                | —                 |
| Round Midnight                                                        | - Релиз: 1975 - Лейбл: Roulette Records            | —                | —                 | —                | —                 |
| The Audience with Betty Carter                                        | - Релиз: 1980 - Лейбл: Bet-Car Records             | —                | —                 | —                | —                 |
| Whatever Happened to Love?                                            | - Релиз: 1982 - Лейбл: Bet-Car Records             | —                | —                 | —                | —                 |
| The Carmen McRae — Betty Carter Duets (совместно с Кармен Макрей)     | - Релиз: 1987 - Лейбл: American Music Hall Records | —                | 15                | 26               | 3                 |
| Droppin’ Things                                                       | - Релиз: 1990 - Лейбл: Verve Records               | —                | 3                 | —                | —                 |
| Jazzbühne Berlin ’85                                                  | - Релиз: 1990 - Лейбл: Repertoire Records          | —                | —                 | —                | —                 |
| 5th Glasgow Jazz Festival                                             | - Релиз: 1992 - Лейбл: BBC transcription           | —                | —                 | —                | —                 |
| Feed the Fire                                                         | - Релиз: 1994 - Лейбл: Verve Records               | —                | 18                | —                | —                 |
| The Music Never Stops                                                 | - Релиз: 2019 - Лейбл: Blue Engine Records         | 7                | 4                 | —                | —                 |
| Символ «—» означает, что альбом не попал в чарт.                      |                                                    |                  |                   |                  |                   |

### Сборники
| Название                             | Детали                                        |
| ------------------------------------ | --------------------------------------------- |
| What a Little Moonlight Can Do       | - Релиз: 1976 - Лейбл: ABC, Impulse! Records  |
| Compact Jazz: Betty Carter           | - Релиз: 1990 - Лейбл: Verve Records          |
| ’Round Midnight — The Roulette Years | - Релиз: 1994 - Лейбл: Roulette Records       |
| Priceless Jazz Collection            | - Релиз: 1999 - Лейбл: GRP Records            |
| Betty Carter’s Finest Hour           | - Релиз: 8 апреля 2003 - Лейбл: Verve Records |
| The Ultimate Betty Carter            | - Релиз: 2012 - Лейбл: Blue Note Records      |

### Видеоальбомы
| Название         | Детали                           |
| ---------------- | -------------------------------- |
| Live in Montreal | - Релиз: 2004 - Лейбл: Universal |

## Синглы
| Год                                             | Название                                              | Позиции в чартах | Позиции в чартах | Позиции в чартах | Позиции в чартах | Альбом                           |
| Год                                             | Название                                              | США BB Hot 100   | США BB R&B       | США CB Top 100   | США CB R&B       | Альбом                           |
| ----------------------------------------------- | ----------------------------------------------------- | ---------------- | ---------------- | ---------------- | ---------------- | -------------------------------- |
| 1958                                            | «On the Isle of May»                                  | —                | —                | —                | —                | Out There with Betty Carter      |
| 1961                                            | «On the Alamo»                                        | —                | —                | —                | —                | The Modern Sound of Betty Carter |
| 1961                                            | «Baby, It’s Cold Outside» (совместно с Рэем Чарльзом) | 91               | 1                | 122              | 41               | Ray Charles and Betty Carter     |
| 1962                                            | «Frenesi»                                             | —                | —                | —                | —                | Без альбома                      |
| 1962                                            | «One Note Samba»                                      | —                | —                | —                | —                | ’Round Midnight                  |
| 1962                                            | «The Good Life»                                       | —                | —                | 28               | —                | ’Round Midnight                  |
| Символ «—» означает, что сингл не попал в чарт. |                                                       |                  |                  |                  |                  |                                  |